# Championnat de Biélorussie de football 1993-1994
Navigation
Saison précédente Saison suivante
La saison 1993-1994 du Championnat de Biélorussie de football est la troisième édition de la première division biélorusse depuis que la république a acquis son indépendance de l'ex-URSS en août 1991. Elle regroupe seize clubs biélorusses au sein d'une poule unique qui s'affrontent en matchs aller et retour. En fin de saison, le dernier du classement est relégué en deuxième division et remplacé par le champion de cette dernière compétition.
C'est le Dinamo Minsk, double champion en titre, qui remporte à nouveau le championnat, en terminant avec 9 points d'avance sur le duo Dynamo-93 Minsk-KIM Vitebsk. Il s'agit du troisième titre de champion de Biélorussie de l'histoire du club, qui réussit le doublé en battant en finale de la Coupe de Biélorussie le club du Fandok Babrouïsk, qui se qualifie malgré cette défaite pour la prochaine Coupe des Coupes.

## Clubs participants
Un total de seize équipes participent à la saison 1993-1994, quinze d'entre elles étant déjà présentes la saison précédente tandis que le Chinnik Babrouïsk, vainqueur de la deuxième division, est promu en première division pour remplacer le Obouvchtchik Lida et le Torpedo Jodzina, relégués à l'issue de la dernière édition, le nombre total de participants passant ainsi de dix-sept à seize.
Durant la pré-saison, le Belarus Minsk change de nom pour devenir le Dinamo-93.
Légende des couleurs
- Premier tour de la Ligue des champions 1993-1994.
- Tour préliminaire de la Coupe des coupes 1993-1994.
- Promu de deuxième division.

| Club                    | Classement 1992-1993 | Présent depuis | Stade               | Capacité théorique |
| ----------------------- | -------------------- | -------------- | ------------------- | ------------------ |
| Dinamo Minsk            | 1                    | 1992           | Stade Dinamo        | 50 050             |
| KIM Vitebsk             | 2                    | 1992           | Stade Dinamo        | 5 500              |
| Dinamo-93 Minsk         | 3                    | 1992           | Stade Traktor       | 50 050             |
| Nioman Hrodna           | 4                    | 1992           | Stade Nioman        | 14 000             |
| Dniepr Mahiliow         | 5                    | 1992           | Stade Spartak       | 12 000             |
| Fandok Babrouïsk        | 6                    | 1992           | Stade Spartak       | 5 000              |
| Dinamo Brest            | 7                    | 1992           | Stade Dinamo        | 10 500             |
| Torpedo Mahiliow        | 8                    | 1992           | Stade Torpedo       | 4 000              |
| Torpedo Minsk           | 9                    | 1992           | Stade Torpedo       | 5 000              |
| Homselmach Homiel       | 10                   | 1992           | Stade Homselmach    | 5 000              |
| Chakhtior Salihorsk     | 11                   | 1992           | Stade Chakhtior     | 5 000              |
| Lokomotiv Vitebsk       | 12                   | 1992           | Stade Dinamo        | 5 500              |
| FK Maladetchna          | 13                   | 1992           | Stade municipal     | 5 600              |
| Stroïtel Staryïa Darohi | 14                   | 1992           | Stade Stroïtel      | 3 500              |
| Vedrytch Retchytsa      | 15                   | 1992           | Stade Retchytsadrev | 4 000              |
| Chinnik Babrouïsk       | 1 (D2)               | 1993           | Stade Spartak       | 4 800              |

## Compétition
Le barème de points servant à établir le classement se décompose ainsi :
- Victoire : 2 points
- Match nul : 1 point
- Défaite : 0 point

### Classement
| Rang | Équipe                  | Pts | J  | G  | N  | P  | Bp | Bc | Diff |
| ---- | ----------------------- | --- | -- | -- | -- | -- | -- | -- | ---- |
| 1    | Dinamo Minsk T C        | 52  | 30 | 24 | 4  | 2  | 76 | 20 | +56  |
| 2    | Dinamo-93 Minsk         | 43  | 30 | 18 | 7  | 5  | 46 | 16 | +30  |
| 3    | KIM Vitebsk             | 43  | 30 | 17 | 9  | 4  | 32 | 14 | +18  |
| 4    | Dniepr Mahiliow         | 40  | 30 | 17 | 6  | 7  | 45 | 22 | +23  |
| 5    | Fandok Babrouïsk        | 33  | 30 | 13 | 7  | 10 | 32 | 25 | +7   |
| 6    | Torpedo Minsk           | 33  | 30 | 9  | 15 | 6  | 18 | 18 | 0    |
| 7    | Chinnik Babrouïsk P     | 31  | 30 | 15 | 1  | 14 | 41 | 41 | 0    |
| 8    | Dinamo Brest            | 31  | 30 | 11 | 9  | 10 | 30 | 29 | +1   |
| 9    | FK Maladetchna          | 31  | 30 | 10 | 11 | 9  | 35 | 31 | +4   |
| 10   | Lokomotiv Vitebsk       | 25  | 30 | 8  | 9  | 13 | 25 | 39 | -14  |
| 11   | Nioman Hrodna           | 24  | 30 | 8  | 8  | 14 | 29 | 41 | -12  |
| 12   | Vedrytch Retchytsa      | 21  | 30 | 7  | 7  | 16 | 20 | 41 | -21  |
| 13   | Chakhtior Salihorsk     | 21  | 30 | 5  | 11 | 14 | 21 | 39 | -18  |
| 14   | Torpedo Mahiliow        | 20  | 30 | 5  | 10 | 15 | 20 | 43 | -23  |
| 15   | Homselmach Homiel       | 19  | 30 | 7  | 5  | 18 | 36 | 47 | -11  |
| 16   | Stroïtel Staryïa Darohi | 13  | 30 | 3  | 7  | 20 | 13 | 53 | -40  |

|  | Qualification pour la Coupe UEFA 1994-1995                                                            |
|  | Qualification pour la Coupe des Coupes 1994-1995                                                      |
|  | Relégation en deuxième division                                                                       |
|  | T : Tenant du titre C : Vainqueur de la Coupe de Biélorussie 1993-1994 P : Promu de deuxième division |

## Bilan de la saison
| Championnat de Biélorussie de football 1993-1994 |                         |
| Champion                                         | Dynamo Minsk (3e titre) |
| Coupes et trophées                               |                         |
| Vainqueur de la Coupe de Biélorussie 1993-1994   | Dynamo Minsk            |
| Qualifications continentales                     |                         |
| Coupe UEFA 1994-1995                             | Dynamo Minsk            |
| Coupe des Coupes 1994-1995                       | Fandok Babrouïsk        |
| Promotions et relégations                        |                         |
| Promus en Premier League                         | Obuvshchik Lida         |
| Relégués en First League                         | Stroitel Starye Dorogi  |